# Ван Бюрен, Мартин
Ма́ртин Ван Бю́рен (ван — часть фамилии; англ. Martin Van Buren; 5 декабря 1782, Киндерхук, Нью-Йорк — 24 июля 1862, там же) — американский государственный и политический деятель, восьмой президент Соединённых Штатов Америки с 1837 по 1841 год и восьмой вице-президент Соединённых Штатов Америки с 1833 по 1837 год.
Один из основателей Демократической партии США.

## Начало карьеры
Родился в 1782 году в деревне Киндерхук в округе Колумбия штата Нью-Йорк в семье высшего среднего класса. Его родителями были бизнесмен Абрахам ван Бюрен (1737—1817) и Мария Хоэс Ван Ален (1747—1818). Мать Мартина была вдовой Иоганнеса Ван Алена (1744—1773); в этом браке родился его старший единоутробный брат Джеймс Исаак Ван Ален (1772—1822).
Выучившись и получив школьное образование, которое в конце XVIII века мог предложить небольшой Киндерхук, но в которое, однако, входили основы латыни, четырнадцатилетний Мартин поступил в канцелярию, чтобы выучиться на адвоката. Когда в 1803 году он получил допуск к работе в суде, то не только успел заложить основы для многолетней успешной карьеры адвоката, но и приобрести популярность в местной политике как убежденный сторонник Республиканцев Джефферсона. Его отец был содержателем таверны и рабовладельцем (в штате Нью-Йорк рабство было запрещено только в 1799 году). Ван Бюрен был единственным президентом США, чьим родным языком был не английский (а именно нидерландский). Кроме того, Ван Бюрен стал первым президентом, родившимся в независимых США (а не в английских колониях).
Политика стала, в конце концов, основным содержанием его жизни. В 1812 году он победил представителя федералистов на выборах в сенат штата Нью-Йорк и в последующие годы играл все более значительную роль в политике своего родного штата. Так, вместе с другими республиканцами он создал так называемое «Регентство Олбани», политическую группировку, которая на протяжении многих лет определяла политику штата Нью-Йорк. На конституционном конвенте Нью-Йорка 1821 года он успешно выступил за демократизацию политической системы своего штата. В том же году одержал верх над прежним депутатом в законодательных органах Нью-Йорка при выборах одного из двух сенаторов от штата.
В 1821 году Ван Бюрен стал сенатором от штата Нью-Йорк, представляя Демократическо-республиканскую партию. Здесь Ван Бюрен выступал против системы высоких пошлин, высказался за продажу или отдачу общегосударственных земель соответствующим штатам. В 1828 году он высказывался в поддержку генерала Джексона, за что тот, тотчас же после вступления в должность президента, назначил его государственным секретарём США, а спустя два года, для прекращения недоразумений, возникших в кабинете, послал в качестве посланника в Лондон. Сенат, однако, вскоре потребовал его возвращения, и в 1832 году демократическая партия выставила его кандидатом в вице-президенты при Джексоне, баллотировавшемся на второй срок. После победы Джексона на выборах Ван Бюрен стал вице-президентом США (1833—1837).

## Президентство
В 1836 году Ван Бюрен избран преемником Джексона; соперниками его были Вебстер, Клей и Гаррисон. Вступил в должность в марте 1837 года. Первым делом Ван Бюрена было покончить с финансовыми затруднениями, достигшими в последние годы управления Джексона своего апогея. С этой целью он предложил окончательно отделить финансы государства от банков и устроить государственную казну в Вашингтоне и отделы её в провинциальных городах. Проект этот, однако, был решительно отвергнут, и популярность Ван Бюрена снизилась.

## Поражение на выборах и неудачные попытки вернуть президентство
На президентских выборах в 1840 году победу одержал представитель вигов генерал Гаррисон. Кандидатура Ван Бюрена в 1844 году тоже не имела успеха; президентом был избран демократ Джеймс Нокс Полк. Причиной этого было отчасти недоверие к нему со стороны рабовладельческих штатов, так как уже в 1841 году Ван Бюрен решительно высказался против присоединения Техаса без согласия Мексики. Образовавшаяся в 1846 году партия «Freesoilers», противников рабства, выбрала в 1848 году своим кандидатом на президентское кресло Ван Бюрена. Однако после мексиканской войны громкая слава генерала Тейлора привлекла на его сторону массы всех политических направлений, и Ван Бюрен опять остался при меньшинстве голосов. С тех пор Ван Бюрен удалился от дел и провёл остаток жизни в своём имении, где и умер в 1862 году. Его единственный крупный литературный труд «Исследование о происхождении политических партий в Соединённых Штатах и их курсах» (англ. «Inquiry into the origin and course of political parties in the United States») (опубликован посмертно в 1867 году).

## Последние годы
Осенью 1861 года экс-президент тяжело болел. Скончался он от бронхиальной астмы и проблем с сердцем в родном Киндерхуке 24 июля 1862 года. Он сам, его супруга Ханна, его родители и сын похоронены вместе с ним там же.